# Botou Hu
Botou Hu är en sjö i Kina. Den ligger i provinsen Jiangxi, i den sydöstra delen av landet, omkring 68 kilometer öster om provinshuvudstaden Nanchang. Botou Hu ligger 12 meter över havet. Arean är 1,5 kvadratkilometer. Den ligger vid sjöarna  Lazhugang Shuiku och Beihu Hu. Trakten runt Botou Hu består till största delen av jordbruksmark. Den sträcker sig 2,1 kilometer i nord-sydlig riktning, och 2,2 kilometer i öst-västlig riktning.
Genomsnittlig årsnederbörd är 2 308 millimeter. Den regnigaste månaden är juni, med i genomsnitt 395 mm nederbörd, och den torraste är oktober, med 33 mm nederbörd.